# Cyclaspis sheardi
Cyclaspis sheardi är en kräftdjursart som beskrevs av Hale 1944. Cyclaspis sheardi ingår i släktet Cyclaspis och familjen Bodotriidae. Inga underarter finns listade i Catalogue of Life.